# شرلین چوپرا
شِرلین چوپرا (انگلیسی: Sherlyn Chopra؛ زادهٔ ۱۱ فوریهٔ ۱۹۸۴) یک هنرپیشه اهل هند است.
او در فیلم دوستی، دل می‌گوید آفرین!، جوانی دیوانگی، رقیب، دلیلش تویی بازی کرده‌است.
شرلین چوپرا از پدر مسیحی پنجابی و از مادری ایرانی متولد شد.